# 河北省人民医院

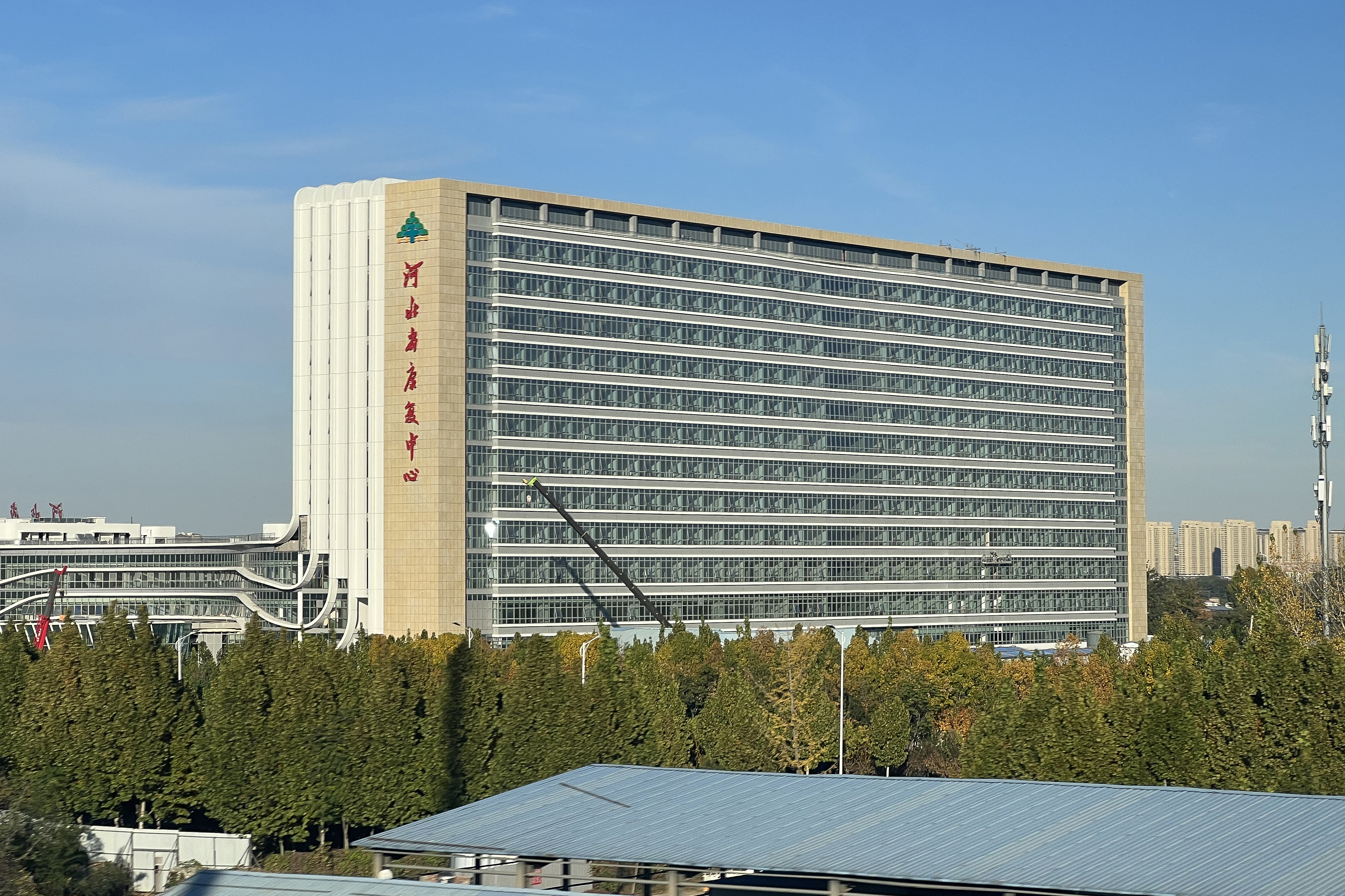
位于鹿泉区的河北省人民医院龙泉院区（河北省康复中心）

河北省人民医院 (英語：Hebei General Hospital)，是一所集医疗、科研、教学、预防、保健、康复为一体的大型综合三级甲等医院，位于中华人民共和国河北省石家庄市新华区和平西路348号，占地面积14万平方米，建筑面积18万平方米，拥有床位1834张，设有临床医技科室71个。现有主院区和龙泉分院（河北省康复中心）两个院区。